# بابر نامه

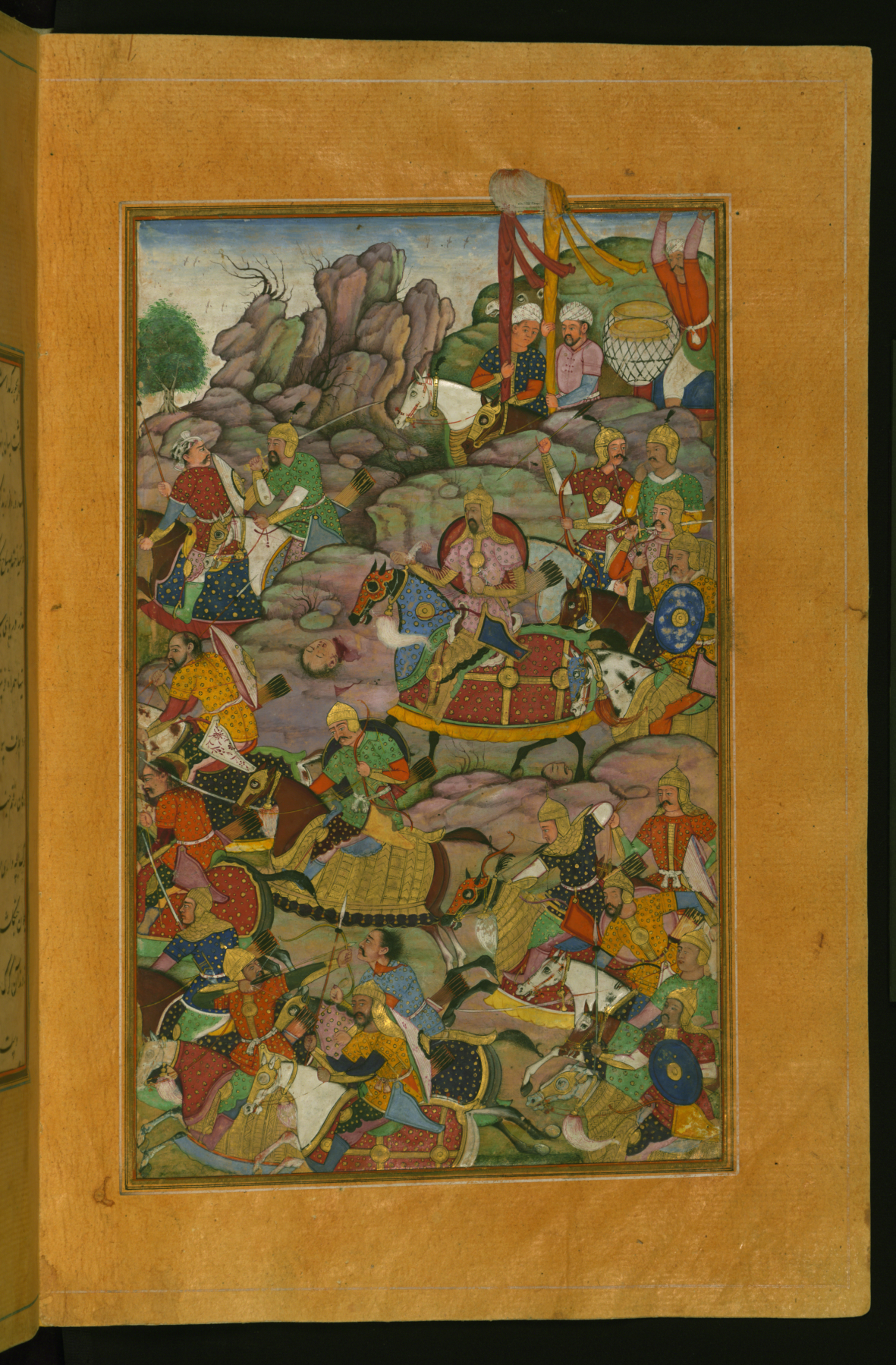
صفحة من نسخة مخطوطة - متحف ولترز للفنون.

بابر نامه هي مذكرات ظهير الدين محمد بابر، مؤسس أسرة المغول في الهند، كتبها باللغة الجغتائية، وهي إحدى لهجات التركية.
يبدو من أسلوبها أن بابر أملاها على ثلاثة من الكتاب فصاغ كل منهم ما أملى عليه بأسلوبه. وقد ترجمت للإنجليزية (1826 م)، وللفرنسية (1891 م).

## معرض صور

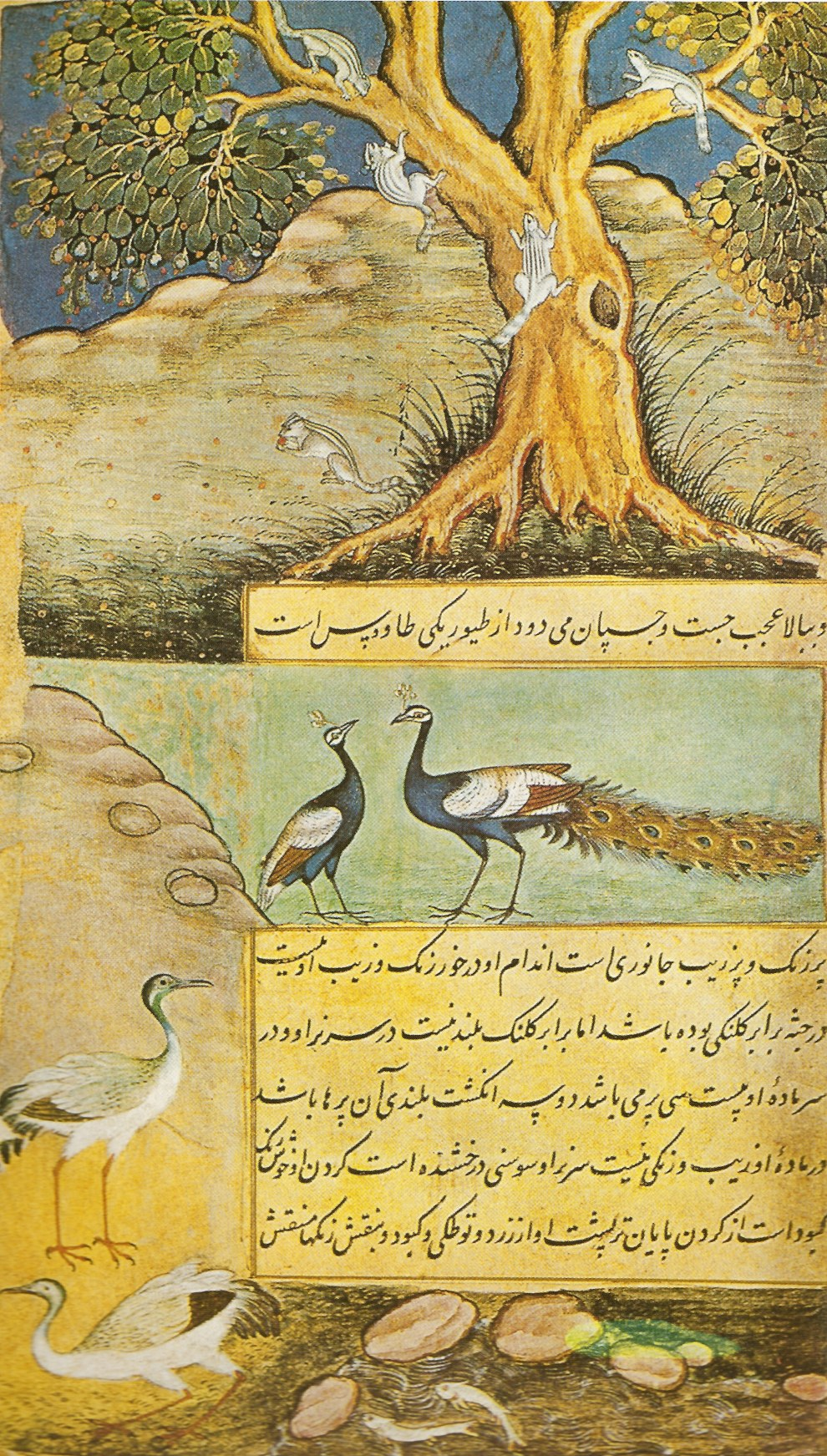
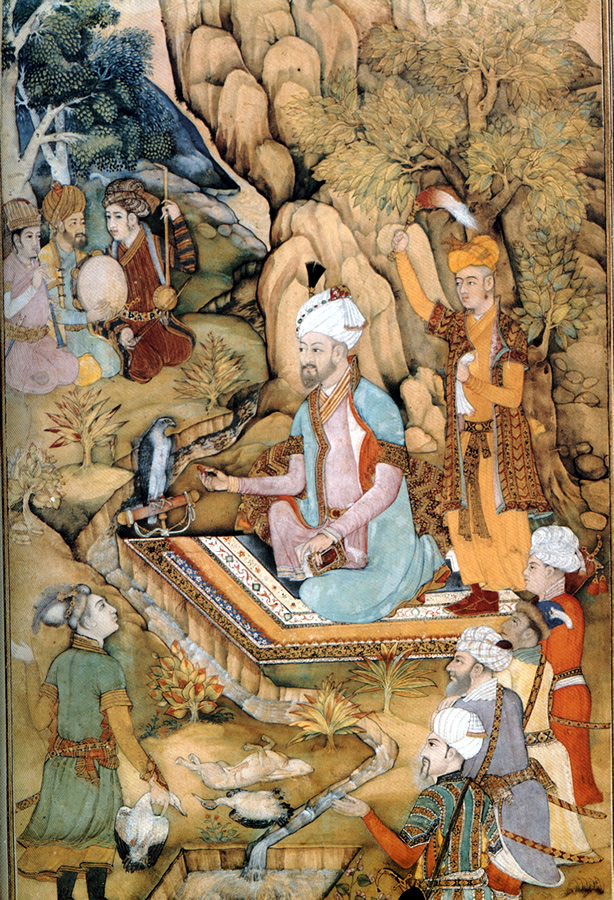
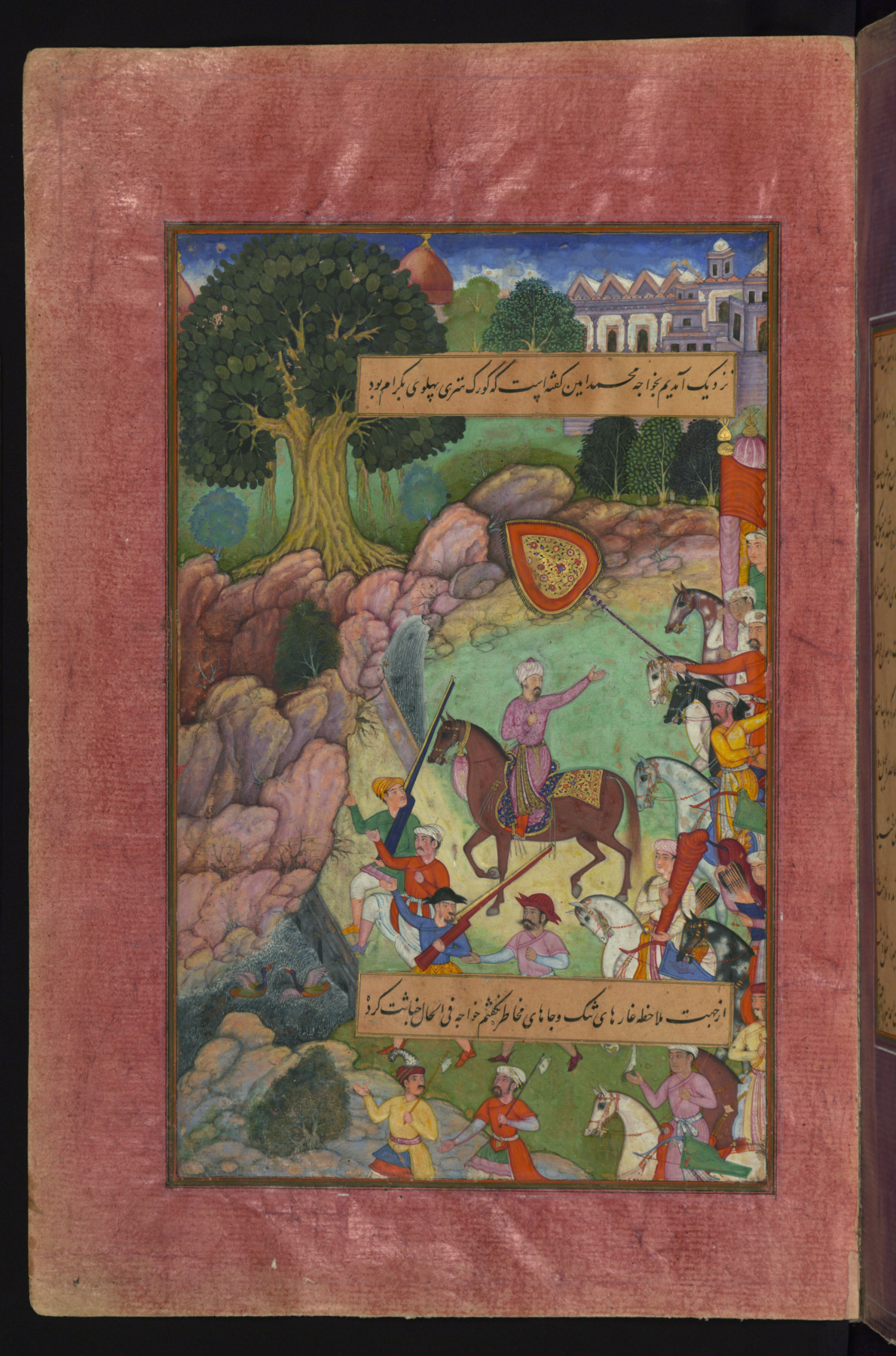
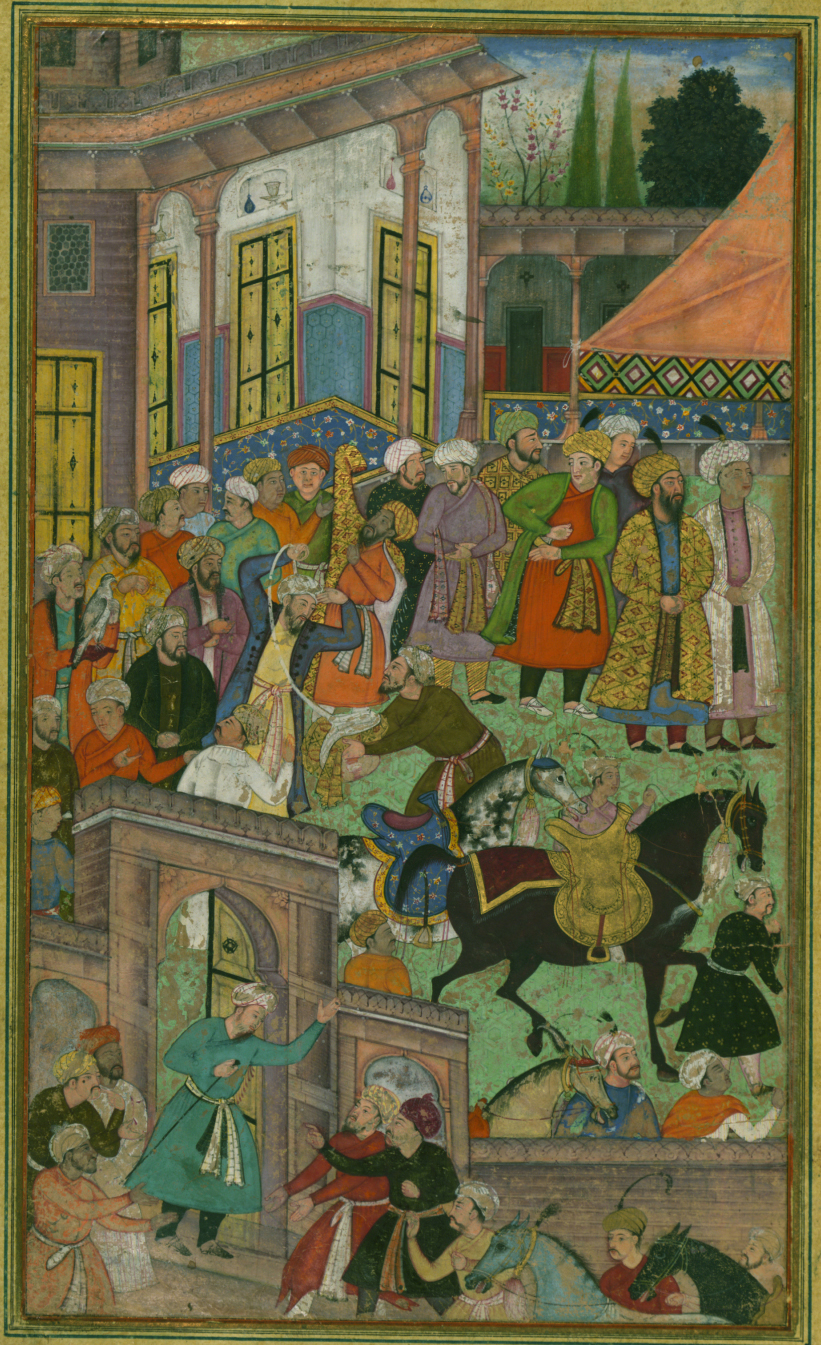
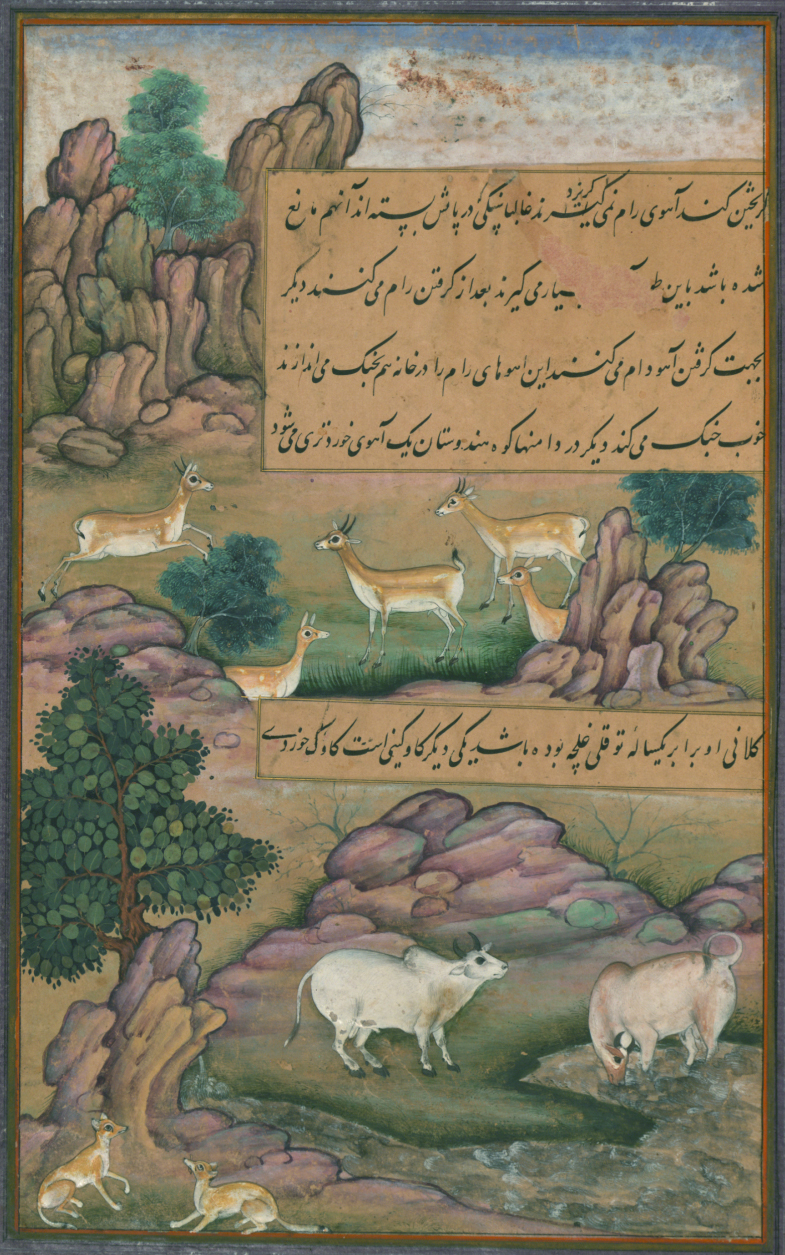
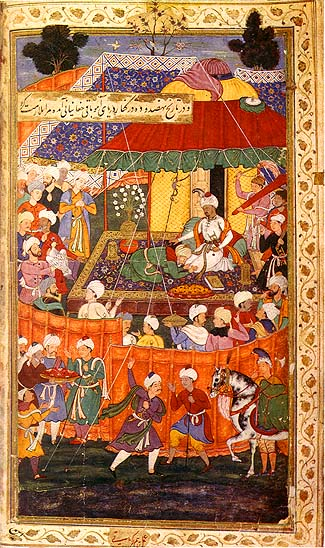